# Enderleinellus tamiasis
Espèce
Enderleinellus tamiasis est une espèce de poux suceurs de la famille Enderleinellidae (sous-ordre des Anoplura).

## Systématique
L'espèce Enderleinellus tamiasis a été décrite en 1916 par l'entomologiste et acarologue allemand Heinrich Fahrenholz (d) (1882-1945).

## Publication originale
- (de) H. Fahrenholz, « Weitere Beiträge zur Kenntnis der Anopluren », Archiv für Naturgeschichte. Abteilung A., Berlin, Nicolaische Verlags-Buchhandlung, vol. 81, no 11,‎ 1916, p. 1-34 (ISSN 3057-2304, OCLC 1481990, lire en ligne).